# Thần Cát
Sandman (tạm dịch Thần Cát) là một nhân vật thần thoại trong văn hóa dân gian châu Âu, là vị thần đưa mọi người vào giấc ngủ, sáng tạo và truyền cảm hứng cho những giấc mơ đẹp của con người bằng cách rắc những hạt bụi phép thuật lên mắt họ.

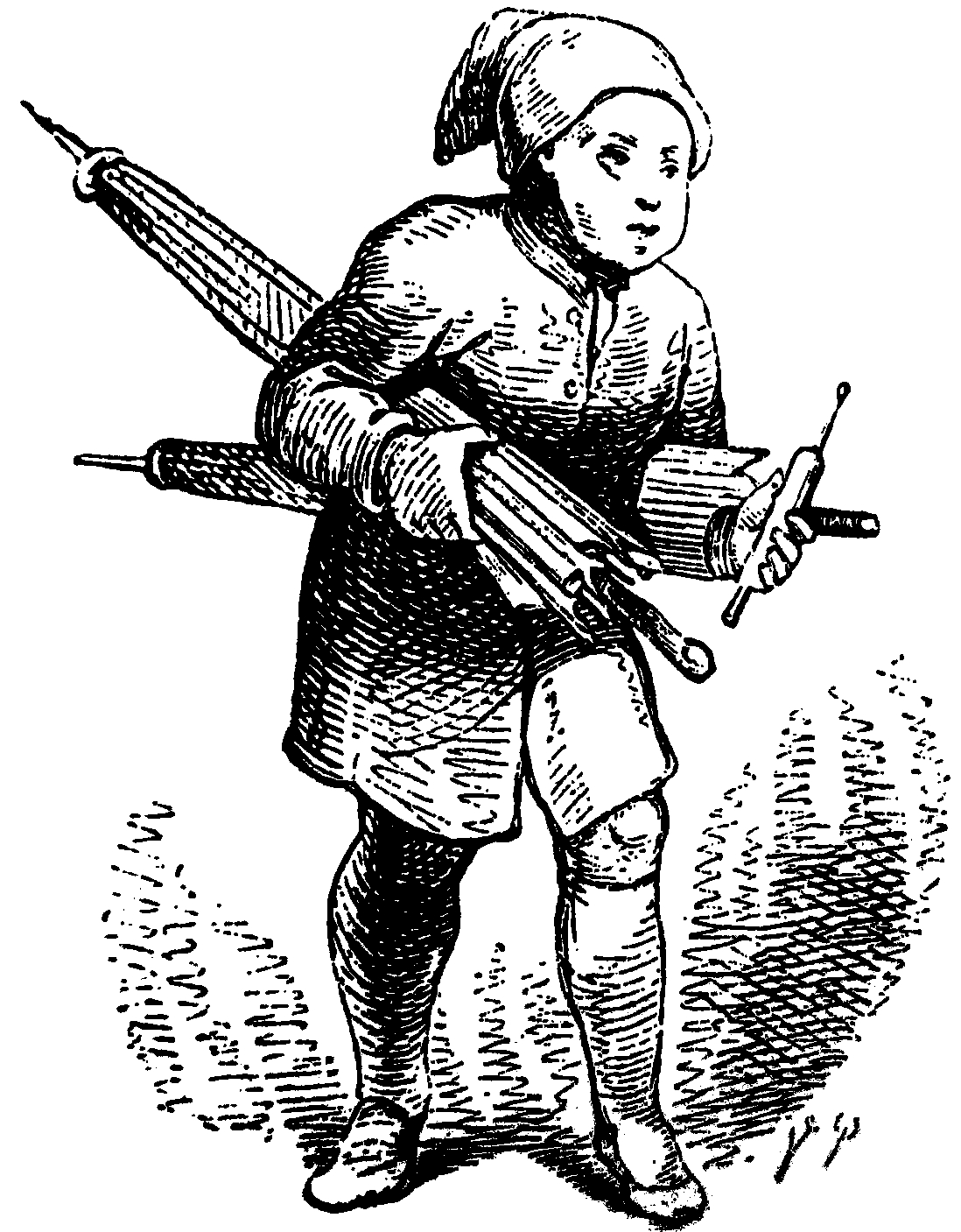
Vilhelm Pedersen minh họa Thần Cát trong câu chuyện cổ tích " Ole Lukøje " của Hans Christian Andersen

## Hình mẫu trong văn học dân gian truyền thống
Thần Cát là một nhân vật dân gian xuất hiện trong nhiều truyện và sách dành cho thiếu nhi. Trong văn hóa dân gian Scandinavia, ông được cho là người đã rắc cát hoặc bụi lên mắt trẻ em vào ban đêm, nhằm đem lại giấc ngủ và tạo ra những giấc mơ đẹp. "Hạt cát của giấc ngủ" (gỉ mắt) xuất hiện trong mắt một người khi thức dậy được cho là thành quả trong công việc của Thần Cát vào đêm hôm trước.

## Trong văn học

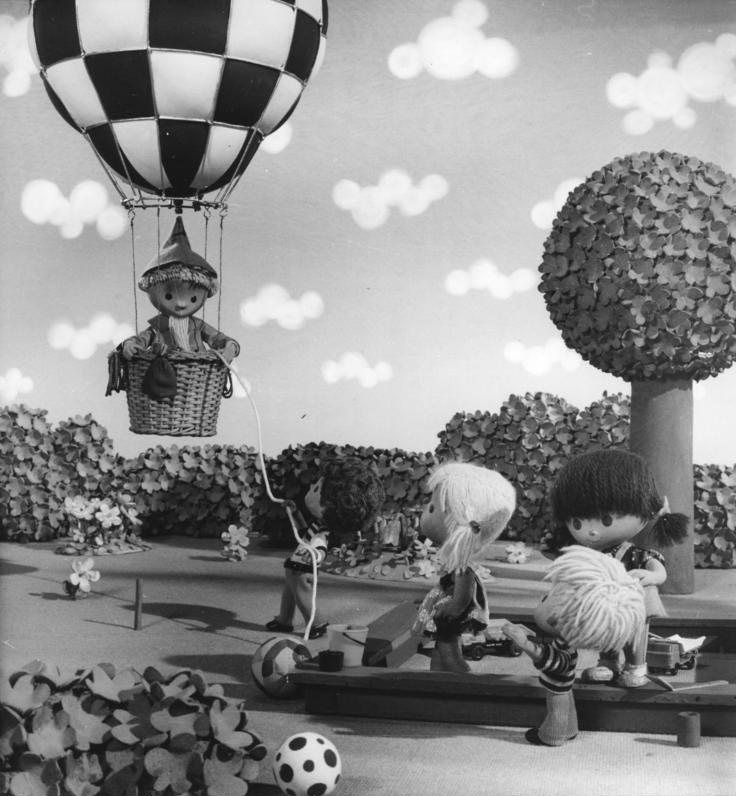
Thần Cát phiên bản Đông Đức - Sandmännchen đứng trên khinh khí cầu

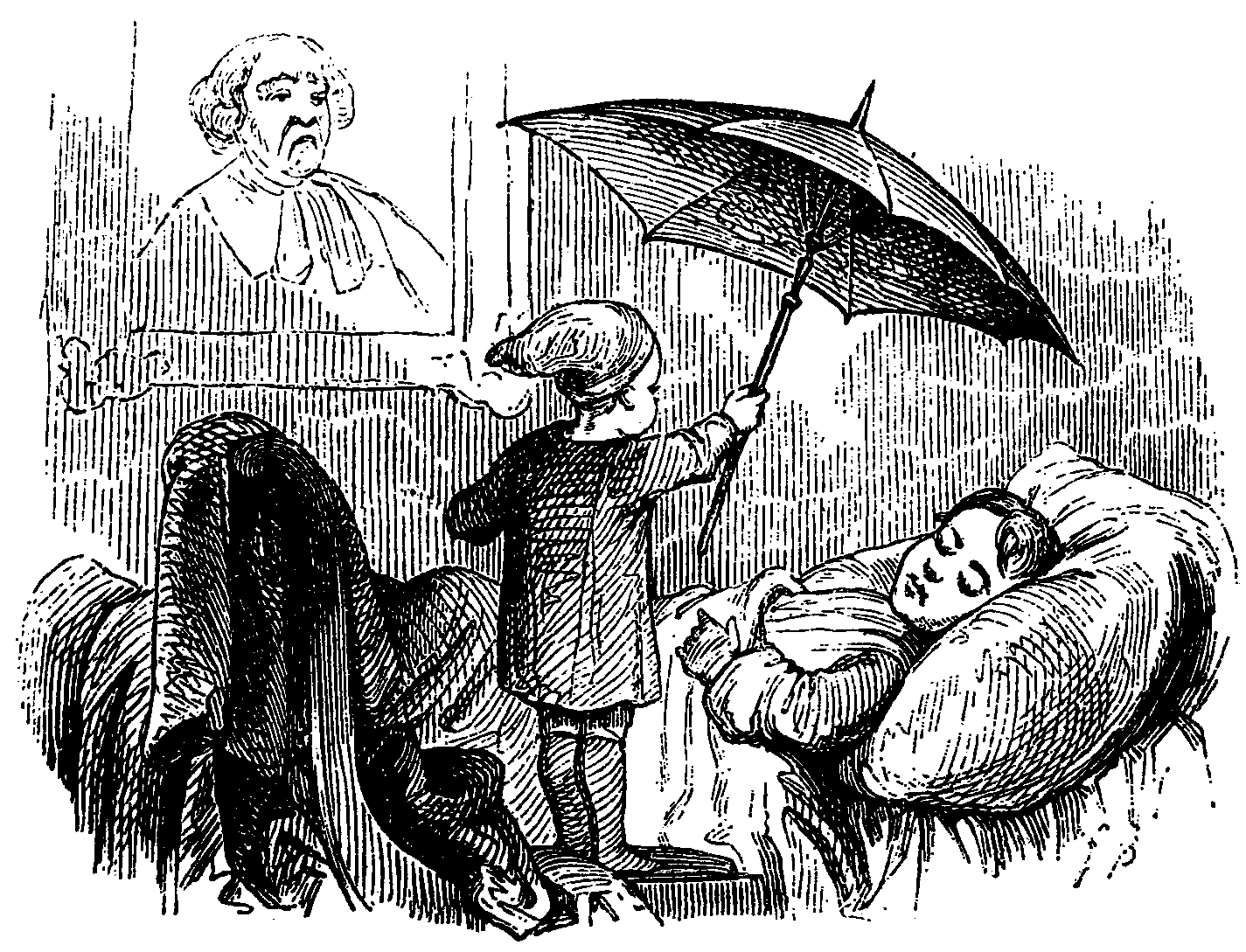
Minh họa của Vilhelm Pedersen về "Ole Lukøje"

E.T.A. Hoffmann (1776–1822) đã viết một truyện ngắn vào năm 1816 với tựa đề Der Sandmann, cho thấy một nhân vật nham hiểm có thể được tạo ra như thế nào. Theo lời y tá của nhân vật chính, Thần Cát đã ném cát vào mắt của những đứa trẻ không chịu ngủ, khiến cho đôi mắt đó rơi ra và được ông ta thu thập, sau đó Thần đưa đôi mắt về nơi trú ngụ trên Mặt trăng và dùng chúng để nuôi những đứa con của mình. Nhân vật chính của câu chuyện bắt đầu liên tưởng sinh vật ác mộng này với người cộng sự nham hiểm của cha mình, Coppelius. Trong văn học dân gian Romania cũng có một nhân vật tương tự, Moș Ene (Ene the Elder). Phiên bản Thần Cát của Hoffmann cũng tương đồng với nhân vật người Canada gốc Pháp Bonhomme Sept Heures (anh chàng bảy giờ), người thường ném cát vào mắt trẻ em, làm chúng mù mắt để ông ta có thể bắt cóc. Ngược lại với Thần Cát, chiếc túi của ông ta là thứ dùng để bẫy những đứa trẻ không chịu đi ngủ.
Câu chuyện dân gian năm 1841 Ole Lukøje của Hans Christian Andersen đã giới thiệu Thần Cát, tên là Ole Lukøje, bằng cách kể lại những giấc mơ mà ông đã ban cho một cậu bé trong một tuần thông qua phương pháp ma thuật là rắc bụi vào mắt những đứa trẻ. "Ole" là một cái tên thông thường trong tiếng Đan Mạch và "Lukøje" có nghĩa là "nhắm mắt lại". Andersen viết:
Không ai trên thế giới có thể biết được nhiều câu chuyện như Ole-Luk-Oie, hoặc là có thể kể lại chúng một cách độc đáo như vậy. Vào buổi tối, khi bọn trẻ đã ngồi hết vào bàn hoặc trên những chiếc ghế nhỏ, ông bước lên cầu thang rất nhẹ nhàng, vì ông ta đang đi tất, sau đó mở cửa ra mà không hề có một tiếng động. Ole ném một lượng rất nhỏ bụi mịn vào mắt những đứa trẻ, vừa đủ để ngăn chúng mở mắt, và vì vậy chúng không hề nhìn thấy ông ta. Rồi ông ta bước tới phía sau, thổi nhẹ vào cổ chúng cho đến khi những đứa trẻ bắt đầu gục xuống. Nhưng Ole-Luk-Oie không muốn làm tổn thương chúng, vì ông ta rất thích trẻ con, và chỉ muốn chúng yên lặng để ông có thể kể chúng nghe những câu chuyện hay, tuy vậy chúng vẫn không chịu im lặng cho đến khi lên giường đi ngủ. Ngay khi những đứa trẻ đã ngủ, Ole-Luk-Oie ngồi xuống giường. Ông ấy ăn mặc rất đẹp; áo khoác của ông được làm bằng lụa; không thể nói màu gì, vì nó chuyển từ xanh sang đỏ, từ đỏ sang xanh khi ông ta quay từ bên này sang bên kia. Trên cánh tay ông ta mang vài chiếc ô; một trong số chúng, với những bức tranh ở bên trong, được ông ấy che cho những đứa trẻ ngoan, và sau đó chúng mơ những giấc mơ đẹp đẽ nhất suốt đêm. Nhưng chiếc ô kia không có bức tranh nào cả, và chiếc ô này ông dùng để che những đứa trẻ nghịch ngợm để chúng ngủ say, và thức dậy vào buổi sáng mà không trải qua giấc mơ nào cả.

Ở Na Uy và Thụy Điển, Sandman được gọi là John hoặc Jon Blund và ở Hà Lan, Bỉ và các vùng phía nam châu Phi được gọi là "Klaas Vaak". Klaas Vaak là một nhân vật trong vở nhạc kịch Hà Lan 'De gerokjesmusical Klaas Vaak', có cả một bộ phim truyền hình riêng 'Fairytales of Klaas Vaak' và là một trong những nhân vật cổ tích trong công viên 'Efteling'.